# ゲオルク・クリスティアン (ヘッセン＝ホンブルク方伯)
ゲオルク・クリスティアン（ドイツ語：Georg Christian, 1626年12月10日 - 1677年8月1日）は、ヘッセン＝ホンブルク方伯（在位：1669年 - 1671年）。

## 生涯

### 生い立ち
ゲオルク・クリスティアンはヘッセン＝ホンブルク方伯フリードリヒ1世の第5子として生まれた。1638年に父が死去した後は、母マルガレーテ・エリーザベト・フォン・ライニンゲン＝ヴェスターブルクの後見のもとで育てられた。

### 軍歴および政治的活動
1648年から1653年まで、ゲオルク・クリスティアンはスペインの兵役に就き、最後には提督となった。この間の1651年にゲオルク・クリスティアンはカトリックに改宗した。「勇敢な冒険」が改宗につながったとも言われるが、この冒険については史料では確認できない。ゲオルク・クリスティアンがスペイン軍でより良い地位を得るためであったとも考えられる。
スペイン軍を去った後、フランス軍で出世を目指すためフランスに向かった。1656年に中将に昇進した後、歩兵連隊と騎兵連隊を立ち上げようとしたが、実現しなかった。1658年の皇帝選挙および同年のライン同盟の形成につながった交渉において、仲介者およびフランスのマザラン枢機卿の代表者となり、重要な役割を果たした。
1660年ごろ、ゲオルク・クリスティアンはザクセンに滞在したが、どれくらいの期間滞在したかは史料に残っておらず不明である。ゲオルク・クリスティアンはヴァイマルのヴィルヘルム公の宮廷に滞在し、「勇者（der Beherzte）」という名で「実りを結ぶ会」に参加した。
1665年9月に、イングランド王と同盟を結んでいたベルンハルト・フォン・ガレンの軍の指揮官としてオランダに赴任した。ボルクローの支配をめぐる軍事対立は、フランスとブランデンブルクの介入により終結し、フォン・ガレンに損害を与えた。

### ハーナウの「狂気の年」
1669年、ゲオルク・クリスティアンはハーナウの「狂気の年」の主要な関係者であった。実りを結ぶ会のメンバーでもあったハーナウ＝リヒテンベルク伯フリードリヒ・カジミールとその親戚との間に、ハーナウの破滅的な財政状況と、南アメリカ北海岸のオリノコ川流域にハーナウの植民地を建設するというフリードリヒ・カジミールの無謀な計画を巡って対立が生じた。ゲオルク・クリスティアンはフリードリヒ・カジミールの顧問を務めていた。この財政破綻を埋め合わせるために、フリードリヒ・カジミールはハーナウ＝リヒテンベルク伯領をロレーヌ公に抵当に入れ、カトリックに改宗することを考えた。フリードリヒ・カジミールは、ロトハイム地域を9,000ターラーでゲオルク・クリスティアンに売却した。その後、ゲオルク・クリスティアンは、ハーナウの経済にとって非常に重要なナウハイムの岩塩坑を含むドルハイム地域の購入を試みた。伯領の大部分を売却することに反対していたフリードリヒ・カジミールの親戚を蚊帳の外に置くため、ゲオルク・クリスティアンはハーナウの摂政になろうとしたが、ハーナウ伯家の親戚はこれを阻止しクーデターを起こした。長い交渉の末、皇帝レオポルト1世は、フリードリヒ・カジミールの甥と後継者の後見人であったプファルツ＝ツヴァイブリュッケン＝ビルケンフェルト公クリスティアン2世とその妹ハーナウ＝リヒテンベルク伯妃アンナ・マグダレーナを、伯爵の決定に対する拒否権を持つハーナウの共同摂政に任命することを決定した。摂政の立場はヘッセン＝カッセル軍が支援した。そしてゲオルク・クリスティアンを含むフリードリヒ・カジミールの顧問は釈放された。

### ヘッセン＝ホンブルク方伯領の購入と売却
また、同1669年にゲオルク・クリスティアンは兄のヘッセン＝ホンブルク方伯ヴィルヘルム・クリストフからヘッセン＝ホンブルク伯領を購入した。1671年、ゲオルク・クリスティアンはヘッセン＝ホンブルクを最大の債権者であるヨハン・クリスティアン・フォン・ボイネブルクとフランクフルト出身の銀行家ヨハン・オクスに売却した。2人はその後、1673年にヘッセン＝ホンブルクをヘッセン＝ダルムシュタット方伯ルートヴィヒ6世に売却した。

### 死去
ゲオルク・クリスティアンは、1677年8月1日にフランクフルト・アム・マインで死去した。ヘッセン＝ホンブルク方伯としては珍しく、ホンブルク城内教会の地下室には埋葬されず、マインツ大聖堂の地下室の南の入り口近くにバロック様式の墓が造られた。

## 結婚
1666年10月11日にハンブルクにおいて、フリードリヒ・フォン・アーレフェルトの未亡人であったアンナ・カタリーナ・フォン・ポクヴィッシュと結婚した。1668年にゲオルク・クリスティアンは再びホンブルクにいたが、アンナ・カタリーナはドイツ北部に残っており、結婚は幸せなものではなかったようである。